# Puchar Zdobywców Pucharów (1976/1977)
XVII Puchar Europy Zdobywców Pucharów 1976/1977

(ang. European Cup Winners’ Cup)

## 1/32 finału
| Cardiff City – Servette FC 1:0 i 1:2 1 04.08 1976 1:0 Evans 89 2 11.08 1976 1:0 Showers 34, 1:1 Bizzini 63, 1:2 Pfister 87 |

## 1/16 finału
| Lierse SK – Hajduk Split 1:0 i 0:3 1 15.09 1976 1:0 Ceulemans 31 2 29.09 1976 0:1 Žungul 34, 0:2 Žungul 46, 0:3 Jerković 55 |
| MTK Budapeszt – Sparta Praga 3:1 i 1:1 1 15.09 1976 1:0 Kunszt 20, 1:1 Čermak 32, 2:1 Kovács 49, 3:1 Borso 70 2 29.09 1976 1:0 Kunszt 25, 1:1 Urban 72 |
| AIK Fotboll – Galatasaray SK 1:2 i 1:1 1 15.09 1976 1:0 Wallgren 40, 1:1 Gökmen 65, 1:2 Mehmet 78 2 29.09 1976 0:1 Gökmen 30, 1:1 Wallgren 80 |
| RSC Anderlecht – Roda JC Kerkrade 2:1 i 3:2 1 15.09 1976 0:1 Toonstra 8, 1:1 F.van der Elst 89, 2:1 Rensenbrink 90 2 29.09 1976 0:1 Vermeulen 33, 1:1 Rensenbrink 66, 1:2 van der Lern 72k, 2:2 F.van der Elst 82, 3:2 F.van der Elst 85 |
| FK Bodø/Glimt – SSC Napoli 0:2 i 0:1 1 15.09 1976 0:1 Speggiorin 25, 0:2 Speggiorin 65 2 29.09 1976 0:1 Massa 35 |
| Bohemian F.C. – Esbjerg fB 2:1 i 1:0 1 15.09 1976 1:0 Ryan 44, 1:1 H.Nielsen 59, 2:1 Shelley 62 2 29.09 1976 1:0 Mitten 70 |
| Cardiff City – Dinamo Tbilisi 1:0 i 0:3 1 15.09 1976 1:0 Alston 73 2 29.09 1976 0:1 Gucajew 23, 0:2 Kipiani 73, 0:3 Kandeładze 80k |
| Carrick Rangers – Aris Bonnevoie 3:1 i 1:2 1 15.09 1976 1:0 Prenter 56, 1:1 Pissinger 76, 2:1 Prenter 85, 3:1 Connor 89 2 06.10 1976 0:1 Werner 8, 0:2 Langers 48, 1:2 Irwin 54 (mecz w Luksemburgu) |
| Hamburger SV – ÍBK Keflavík 3:0 i 1:1 1 15.09 1976 1:0 Zaczyk 6, 2:0 Reimann 8, 3:0 Hidien 78 2 29.09 1976 1:0 Hidien 39, 1:1 Steinar Johannsson 67 (mecz w Reykjavíku) |
| Iraklis – APOEL FC 0:0 i 0:2 1 15.09 1976 2 29.09 1976 0:1 Markou 17, 0:2 Markou 40 |
| Lokomotive Lipsk – Heart of Midlothian FC 2:0 i 1:5 1 15.09 1976 1:0 Sekora 3, 2:0 Pritsche 17 2 29.09 1976 0:1 Kay 12, 0:2 Gibson 28, 1:2 Pritsche 40, 1:3 Brown 73, 1:4 Gibson 83, 1:5 Busby 84 |
| Southampton F.C. – Olympique Marsylia 4:0 i 1:2 1 15.09 1976 1:0 Waldron 30, 2:0 Channon 33, 3:0 Osgood 35, 4:0 Channon 70k 2 29.09 1976 0:1 Emon 25, 1:1 Peach 66, 1:2 Nogues 80 |
| Lewski Spartak Sofia – Lahden Reipas 12:2 i 7:1 1 16.09 1976 1:0 Jordanow 12, 2:0 Jordanow 16, 2:1 Sandberg 22, 3:1 Milanow 30, 4:1 Panow 44, 5:1 Milanow 45, 6:1 Spasow 57, 6:2 Tupasela 59, 7:2 Milanow 60, 8:2 Milanow 64, 9:2 Milanow 66, 10:2 Panow 73, 11:2 Spasow 86, 12:2 Milanow 88 2 23.09 1976 1:0 Panow 13, 2:0 Milanow 18, 3:0 Milanow 24k, 4:0 Milanow 27, 4:1 Sandberg 34, 5:1 Milanow 59k, 6:1 Spasow 63, 7:1 Krastanow 75 (mecz w Helsinkach) |
| Floriana FC – Śląsk Wrocław 1:4 i 0:2 1 23.09 1976 0:1 Z.Garłowski 30k, 0:2 Kwiatkowski 47, 0:3 I.Garłowski 57, 0:4 Kwiatkowski 74, 1:4 W.Vassallo 80 (mecz w Gzirze) 2 29.09 1976 0:1 Pawłowski 60, 0:2 Erlich 70 |
| Rapid Wiedeń – Atlético Madryt 1:2 i 1:1 1 15.09 1976 1:0 Krankl 19, 1:1 Cano 80, 1:2 Ayala 87 2 29.09 1976 0:1 Leivinha 70, 1:1 Krejčirik 79 |
| CSU Galați – Boavista FC 2:3 i 0:2 1 15.09 1976 0:1 Olteanu 18s, 0:2 Albertino 35, 1:2 Marinescu 48, 2:2 Cramer 52, 2:3 Mane 61 2 29.09 1976 0:1 Mane 6, 0:2 Mane 42 |

## 1/8 finału
| RSC Anderlecht – Galatasaray SK 5:1 i 5:1 1 20.10 1976 1:0 Coeck 10, 2:0 Vercauteren 19, 2:1 Gökmen 49, 3:1 Rensenbrink 52k, 4:1 Rensenbrink 72, 5:1 Vercauteren 81 2 03.11 1976 1:0 Rensenbrink 25, 1:1 Gökmen 35, 2:1 Haan 42, 3:1 Rensenbrink 64, 4:1 Ressel 70, 5:1 Coeck 71 |
| APOEL FC – SSC Napoli 1:1 i 0:2 1 20.10 1976 1:0 Leónidas 37k, 1:1 Savoldi 87k 2 04.11 1976 0:1 Speggiorin 9, 0:2 Massa 25 |
| Atlético Madryt – Hajduk Split 1:0 i 2:1 1 20.10 1976 1:0 Cano 49k 2 04.11 1976 0:1 Žungul 16, 1:1 Ayala 53, 2:1 Leal 59 |
| Boavista FC – Lewski Spartak Sofia 3:1 i 0:2 1 20.10 1976 1:0 Celso 16, 1:1 Milanow 28, 2:1 Mane 43, 3:1 Celso 83 2 03.11 1976 0:1 Panow 13, 0:2 Milanow 30 |
| Carrick Rangers – Southampton F.C. 2:5 i 1:4 1 20.10 1976 0:1 Stokes 10, 1:1 Irwin 52, 1:2 Channon 61, 1:3 McCalliog 67, 1:4 Osgood 80, 2:4 Prenter 83, 2:5 Channon 85 2 03.11 1976 0:1 Williams 7, 1:1 Reid 24, 1:2 Hayes 31, 1:3 Hayes 64, 1:4 Stokes 80                       |
| Hamburger SV – Heart of Midlothian FC 4:2 i 4:1 1 20.10 1976 1:0 Björnmose 2, 1:1 Busby 15, 2:1 Eigl 35, 3:1 Reimann 59, 4:1 Kaltz 68, 4:2 Park 89 2 03.11 1976 1:0 Eigl 12, 2:0 Magath 30, 2:1 Gibson 69, 3:1 Eigl 71, 4:1 Magath 81                                            |
| Dinamo Tbilisi – MTK Budapeszt 1:4 i 0:1 1 20.10 1976 0:1 Siklogi 31, 0:2 Takacs 51, 0:3 Takacs 76, 0:4 Kiss 87, 1:4 M.Machaidze 89 2 03.11 1976 0:1 Koritar 89 |
| Śląsk Wrocław – Bohemian F.C. 3:0 i 1:0 1 20.10 1976 1:0 Kwiatkowski 1, 2:0 Sybis 50, 3:0 Sybis 52 2 03.11 1976 1:0 Pawłowski 31 |

## 1/4 finału
| RSC Anderlecht – Southampton F.C. 2:0 i 1:2 1 02.03 1976 1:0 Ressel 30, 2:0 Rensenbrink 83 2 16.03 1976 0:1 Peach 66k, 0:2 McDougall 72, 1:2 F.van der Elst 84           |
| Lewski Spartak Sofia – Atlético Madryt 2:1 i 0:2 1 02.03 1976 1:0 Cwetkow 9, 2:0 Milanow 38, 2:1 Ayala 68 2 16.03 1976 0:1 Ayala 4k, Ayala 69k                           |
| MTK Budapeszt – Hamburger SV 1:1 i 1:4 1 02.03 1976 0:1 Volkert 61, 1:1 Borso 78 2 16.03 1976 0:1 Reimarm 9, 0:2 Reimarm 19, 0:3 Kaltz 46, 0:4 Zaczyk 63, 1:4 Siklosi 76 |
| Śląsk Wrocław – SSC Napoli 0:0 i 0:2 1 02.03 1976 2 16.03 1976 0:1 Massa 9, 0:2 Chiarugi 50                                                                              |

## 1/2 finału
| SSC Napoli – RSC Anderlecht 1:0 i 0:2 1 06.04 1977 1:0 Bruscolotti 81 2 20.04 1977 0:1 Thijssen 30, 0:2 F.van der Elst 58                                           |
| Atlético Madryt – Hamburger SV 3:1 i 0:3 1 06.04 1977 1:0 Cano 51, 1:1 Magath 58, 2:1 Leal 60, 3:1 Cano 68 2 20.04 1977 0:1 Kaltz 19, 0:2 Reimann 22, 0:3 Keller 27 |

## Finał
| 11 maja 1977 Amsterdam Olympisch Stadion (58 000) Hamburger SV – RSC Anderlecht 2:0 (0:0) Sędzia: Patrick Partridge (Anglia) Bramki: 1:0 Georg Volkert 78k, 2:0 Felix Magath 88 Żółte kartki: Peter Nogly / Erwin van den Daele Hamburger Sport-Verein (trener Kuno Klötzer): Rudi Kargus – Manfred Kaltz, Hans-Jürgen Ripp, Peter Nogly (kapitan), Peter Hidien, Caspar Memering, Felix Magath, Ferdinand Keller, Arno Steffenhagen, Willi Reimann, Georg Volkert Royal Sporting Club Anderlecht (trener Raymond Goethals): Jan Ruiter – Gilbert van Binst, Erwin van den Daele (kapitan), Jean Thissen, Hugo Broos, Jean Dockx (81 Ronny van Poucke), Ludo Coeck, Arie Haan, Franky van der Elst, Peter Ressel, Rob Rensenbrink |